# 内山美之
内山 美之（うちやま よしゆき、1966年 - ）は、日本の建築家。
2015年10月に、ザハ・ハディド・アーキテクツ（ZHA） から、山梨知彦の誘いで日建設計に移籍。

## 来歴
1990年、神奈川大学工学部建築学科を卒業後すぐに、リチャード・ロジャース の「Richard Rogers Partnership」（現：ロジャース・スターク・ハーバー・パートナーズ）にて、ストラスブール人権裁判所などを担当。
1992年 - 1999年、「北川原温建築都市研究所」（1999年当時は設計室副室長）。
2000年、再び「ロジャース - 」へ。2005年まではロンドン事務所でマドリッド・バラハス空港、アントワープ裁判所、ウェールズ会議場などを担当。その後は、台湾・高雄で慶富造船本社ビル、中央公園駅、韓国・ソウルでParc1高層ビル計画などを担当した。
2009年から、「ザハ・ハディド・アーキテクツ」上海事務所 で中国プロジェクトを担当。2014年現在、東京の国立競技場を担当。

## 関連文献
- GA JAPAN 135（2015年7月1日 刊行） 内山美之「現実に応えるパラメトリックな力とは」